# Three Way
Three Way és una població dels Estats Units a l'estat de Tennessee. Segons el cens del 2000 tenia 1.375 habitants.

## Demografia
Segons el cens del 2000, Three Way tenia 1.375 habitants, 499 habitatges, i 421 famílies. La densitat de població era de 136,8 habitants/km².
Dels 499 habitatges en un 45,1% hi vivien nens de menys de 18 anys, en un 79,6% hi vivien parelles casades, en un 3,6% dones solteres, i en un 15,6% no eren unitats familiars. En el 13,6% dels habitatges hi vivien persones soles el 3,6% de les quals corresponia a persones de 65 anys o més que vivien soles. El nombre mitjà de persones vivint en cada habitatge era de 2,76 i el nombre mitjà de persones que vivien en cada família era de 3,04.
Per edats la població es repartia de la següent manera: un 28,3% tenia menys de 18 anys, un 4,5% entre 18 i 24, un 37,5% entre 25 i 44, un 22,6% de 45 a 60 i un 7,1% 65 anys o més.
L'edat mediana era de 36 anys. Per cada 100 dones de 18 o més anys hi havia 98,4 homes.
La renda mediana per habitatge era de 62.135 $ i la renda mediana per família de 67.188 $. Els homes tenien una renda mediana de 40.769 $ mentre que les dones 31.541 $. La renda per capita de la població era de 23.313 $. Entorn del 2,6% de les famílies i el 4% de la població estaven per davall del llindar de pobresa.

## Poblacions més properes
El següent diagrama mostra les poblacions més properes.